# 看板作家
看板作家（かんばんさっか）とは、雑誌の執筆陣においてとりわけ重要な連載（キラーコンテンツ）を担当している作家である。雑誌の発行部数に大きな影響を与える。時代と共に看板作家のジャンルにも変遷がある。また、マイナーな雑誌が看板作家の連載により部数が増える場合や離脱や休載により部数が減少する場合がある。発行部数の少ない雑誌では死活問題であり、休刊に至った例もある。

## 看板作家の一例

### 漫画家
- 手塚治虫
- 鳥山明
- あだち充
- 高橋留美子
- 藤子不二雄
- 赤塚不二夫
- 武内直子
- CLAMP
- 石ノ森章太郎
- 松本零士

## 関連分野
- キラーコンテンツ